# BDW Politiek Beest
BDW Politiek Beest is een Belgische documentaire uit 2024 die gemaakt is door Paul Jambers over de Belgische politicus Bart De Wever.

## Inhoud
De documentaire gaat over het leven van Bart De Wever als politicus. Paul Jambers mocht Bart De Wever 10 jaar volgen. Het begon in 2014 toen hij als eerste journalist Bart De Wever mocht volgen achter de schermen tijdens de verkiezingen. Alle gebeurtenissen werden vastgelegd op camera. De documentaire toont ook hoe zijn gezin omgaat met het leven als een politicus.

## Première
Op 12 november 2024 ging de documentaire in première in Kinepolis Antwerpen.
In de eerste week toen de film uit was, gingen zo'n 13.276 mensen gaan kijken in de cinema's naar de documentaire.